# 헨트라이아콘틸산
헨트라이아콘틸산(영어: hentriacontylic acid) 또는 헨트라이아콘탄산(영어: hentriacontanoic acid) 또는 헤나트라이아콘틸산(영어: henatriacontylic acid) 또는 헤나트라이아콘탄산(영어: henatriacontanoic acid)은 화학식이 CH3(CH2)29COOH 인 31개의 탄소로 구성된 긴 사슬의 포화 지방산이다.

## 공급원
헨트라이아콘틸산은 이탄 왁스 및 몬탄 왁스에서 추출할 수 있다.
올레핀 트라이아콘텐-1을 반응시켜 선형 n-헤나트라이아콘탄산을 생성할 수 있다.